# صدع جسر أورلوك
صدع جسر أورلوك هو فالق رئيسي يمتد من خلال مقاطعة أرما، أيرلندا الشمالية، وعبر القناة الشمالية إلى غالاوي في جنوب اسكتلندا.